# Монгольське завоювання Дурдзукетії
Монгольське завоювання Дурдзукетії — низка військових кампаній монголів у 1237—1240 роках, наслідком чого стало встановлення зверхності Монгольської імперії над регіоном.

## Передумови
1220 року монгольські війська почалися вторгнення на Кавказ. 1222 року вони завдали поразки Державі Ширваншахів та Дербентському емірату, з боями пройшли Дагестан. Після цього завдали поразки аланам і половцями поодинці. В результаті деякі з молодших ханів останніх стали відступати на південь і захід, включаючи родючі річкові долин Тереку та Кубані.
В західній частині долини Тереку, в північнозахідному Кавказі мешкали племена відомі як дурдзуки. Цесередньовічний етнонім, що вживався переважно в грузинських та арабських джерелах. Під ним розуміють вайнахів — предків інгушів та чеченців. Дурдзуки на той час частково сповідували поганство, частково були християнами, союзниками Грузинського царства.
У 1236—1238 роках грузинські війська зазнали поразки підчас нового монгольського вторгнення, а 1242 року Грузинське царство офіційно визнало монгольську взверхність. Водночас війська під проводом Бату захопило Надволжя у 1236 році, а у 1237 році — Волзьку Болгарію.

## Перебіг подій
Зміцнившись в нових володіннях Бату відправив 1237 року війська на підкорення Дурдзукетії. Князі останніх ймовірно діяли спільно з аланськими правителями та зихами. Спочатку встановивши своє панування над дурдзуками у західній частині долини Тереку, монголи рушили на схід уздовж річки, щоб напасти на ключові князівства дурдзуків. Їх землі також були атаковані з півдня та сходу монгольськими військами.
Наступ на Дурдзукетію, уже розпочату, посилився, і монголи в своїх атаках дійшли до нагір'я. Амджад Джаймуха стверджує, що більшість дурдзуків, ймовірно, були вбиті монголами. Монголи успішно встановили контроль над більшою частиною долини річки Сунжа, що становило загрозу існуванню дурдзуків через нестачу землі, придатної для землеробства. Частина дурдзуків відступила вискоко у гори.
Оскільки хан бату планував військову кампанію проти північноруських князівств й вважаючи дурдзуків приборканими, він наказав своїм військам повернутися у ставу на Ітілі. Цим скористалися дурдзуки, що відновили напади на залоги монголів. В результаті 1239 року Бату знову відправив потужне військо, яке з великими складнощами у 1240 році приборкала рештків князів дурдзукі.
Втім згідно папського посла до великого каган Джованні Да Плано Карпіні у 1245—1247 роках війська Золотої Орди все ще намагалися захопити гірські частини східної частини Дудзукетії.

## Наслідки
Золотій Орді загалом вдалося підкорити регіон, встановивши тут більш-менш міцну владу. Великої шкоди було завдано населенню, яке частково було знищено, частково перетворено на рабів, багато втекло до Грузії. Зникли численні великі селища, історичні будівлі, поганські святилища та православні храми. В результаті православ'я серед дурдзуків занепало, внаслідок чого відбувся повне повернення до поганства. Припинили існування державні утворення дурдзуків, загинули історичні та державні документи Дурдзукетії, складені переважно грузинським письмом, «історичний зв'язок часів і культур було розірвано».
Саме під час монгольських набігів виникли військові оборонні вежі, які сьогодні асоціюються з населенням вайнахів. Удосконалювалася партизанська тактика з використанням гір і лісів. Посилився клановий характер організації суспільства. Перенаселеність і брак орних земель змусили населення розробити нові методи землеробства для високогір'я, включаючи терасування ділянок і внесення ґрунту.